# Phycella cyrtanthoides
La añañuca de fuego (Phycella cyrtanthoides) es una especie de planta bulbosa perteneciente a la familia de las amarilidáceas. Es originaria de Chile, endémica de la Región Metropolitana.

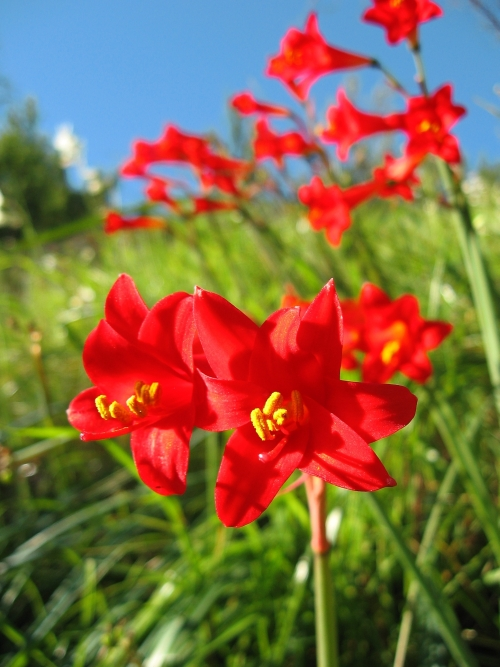
Vista de las flores

## Descripción
Es una planta bulbosa perennifolia con flores que tienen seis pétalos de color rojo y que alcanza un tamaño de 40 cm.

## Taxonomía
Phycella = del griego, pintado de rojo.
Phycella cyrtanthoides fue descrita por (Sims) Lindl. y publicado en Botanical Register; consisting of coloured... 11: t. 928, en el año 1825.

### Sinonimia
| - Amaryllis cyrtanthoides Sims - Amaryllis demissa Steud. - Amaryllis ignea Lindl. - Amaryllis magnifica (Herb.) Voss - Amaryllis philippiana Traub & Uphof - Eustephia corusca (Lindl.) D.Dietr. - Eustephia cyrtanthoides (Sims) D.Dietr. - Eustephia ignea (Lindl.) D.Dietr. - Hippeastrum angustifolium (Phil.) Phil. - Hippeastrum igneum (Lindl.) Muñoz - Phycella angustifolia Phil. - Phycella attenuata Herb. - Phycella biflora Lindl. - Phycella corusca Lindl. - Phycella glauca Lodd. - Phycella ignea (Lindl.) Lindl. - Phycella macraeana Pritz. - Phycella magnifica Herb. - Phycella obtusifolia Pritz. |